# Fort Green Springs
Fort Green Springs est une census-designated place du comté de Hardee, dans l'État de Floride, aux États-Unis,. En 2020, elle compte une population de 190 habitants.